# Adelajda Orleańska (1777–1847)

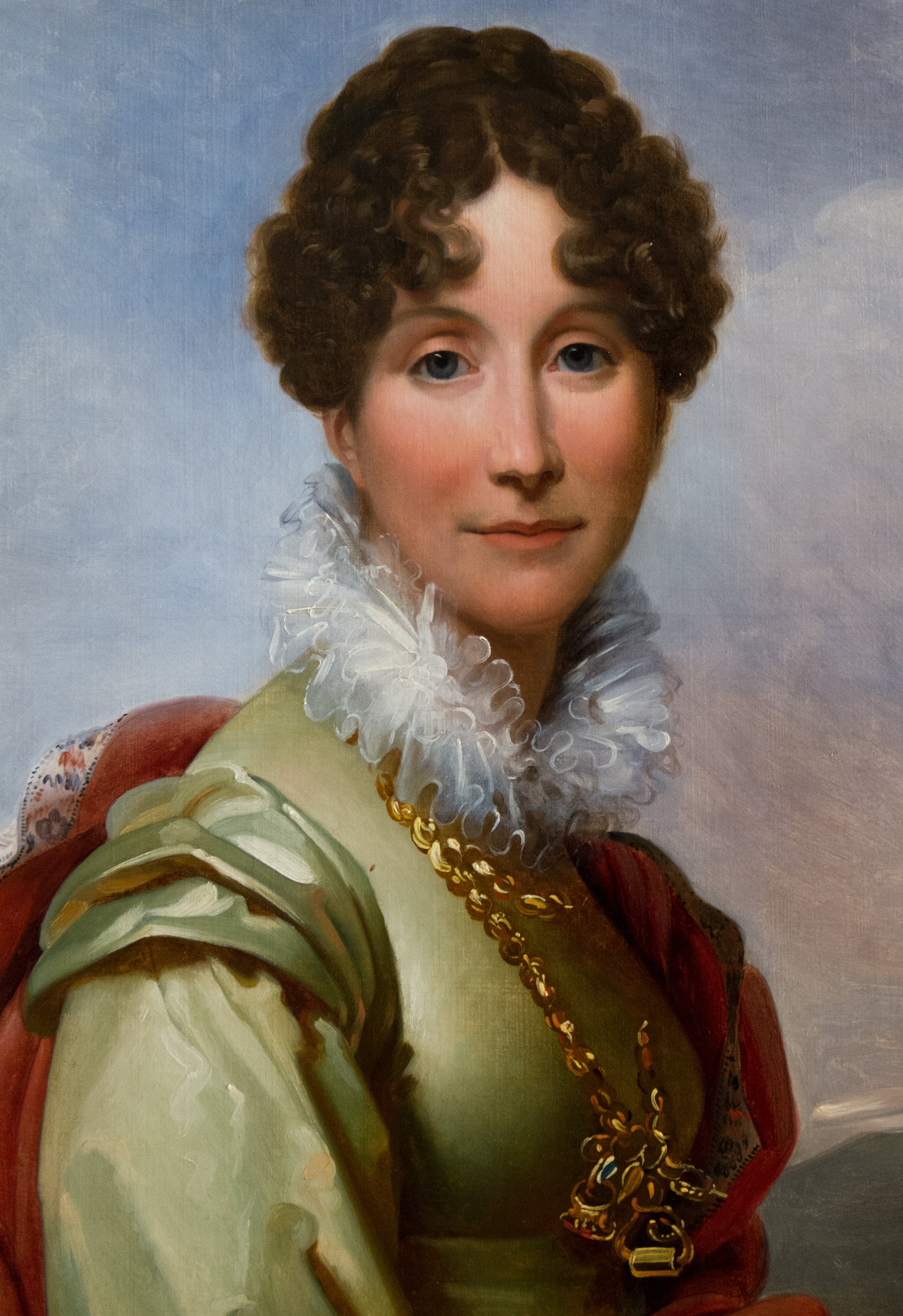
Adelajda Orleańska (1820)

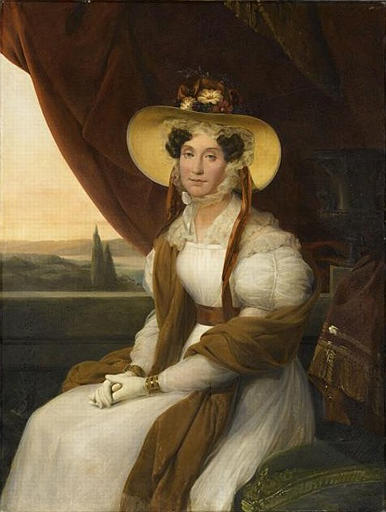
Madame Adelajda (1838)

Ludwika Maria Adelajda Orleańska (fr. Louise Marie Adélaide Eugènie d’Orléans, ur. 23 sierpnia 1777, zm. 31 grudnia 1847) – córka Ludwika Filipa II, księcia Orleanu, i jego żony Ludwiki Marii. Miała siostrę bliźniaczkę, ale ta zmarła w 1782.

## Życiorys
Urodziła się w Paryżu, a podczas rewolucji francuskiej udała się na wygnanie. W 1808 zmarł na wygnaniu jej młodszy brat – Ludwik Karol, hrabia Beaujolais. W 1814, kiedy jej starszy brat Ludwik Filip Orleański powrócił do Francji (żeby w przyszłości zostać królem tego państwa jako Ludwik Filip I - król Francuzów), Adelajda wróciła do ojczyzny. Od tego momentu znana była jako Madame Adélaide (Madame Adelajda). Została wiernym doradcą brata, a zmarła dwa miesiące przed jego abdykacją i została pochowana w kaplicy królewskiej w Dreux.

## Wywód przodków
| 4. Ludwik Filip Orleański             |  |                              |  |  |                       |
|                                       |  | 2. Ludwik Filip II Orleański |  |  |                       |
| 5. Ludwika Henrietta de Bourbon-Conti |  |                              |  |  |                       |
|                                       |  |                              |  |  | 1. Adelajda Orleańska |
| 6. Ludwik de Bourbon                  |  |                              |  |  |                       |
|                                       |  | 3. Ludwika Maria de Bourbon  |  |  |                       |
| 7. Maria Teresa d’Este                |  |                              |  |  |                       |
|                                       |  |                              |  |  |                       |